# Bingham County
Bingham County is een county in de Amerikaanse staat Idaho.
De county heeft een landoppervlakte van 5.425 km² en telt 41.735 inwoners (volkstelling 2000). De hoofdplaats is Blackfoot.